# Giuseppe Maria Terreni
Giuseppe Maria Terreni (Livorno, 19 giugno 1739 – Livorno, 9 novembre 1811) è stato un pittore italiano.

## Biografia
Fu particolarmente attivo nella sua città natale, dove affrescò la Cappella del Santissimo Sacramento nel Duomo con il Trionfo dell'eucaristia nella calotta, la Speranza, la Carità, la Fede  e la Religione nelle vele, e realizzò quattro tele per i confessionali, raffiguranti San Girolamo, Sant'Agostino, San Gregorio e Sant'Ambrogio. Tuttavia gli affreschi andarono perduti a causa delle distruzioni legate alla seconda guerra mondiale, quando la cattedrale venne quasi interamente distrutta.
Lavorò anche in alcune cappelle della chiesa di Santa Caterina, nel quartiere della Venezia Nuova e, in collaborazione con Antonio Niccolini, alle decorazioni del Teatro degli Avvalorati (successivamente eliminate).
Suoi sono gli ornati della cupola del Santuario di Montenero.
Nel 1794 lavorò nella cappella del Rosario della Certosa di Calci. Alla fine del Settecento, con Giuseppe Castagnoli, ridecorò la Sala delle Nicchie di Palazzo Pitti, a Firenze. Tra il 1783 ed il 1785 realizzò la Raccolta delle più belle vedute della città e porto di Livorno, con 18 vedute della città in cui si avverte l'influenza di Giuseppe Zocchi e di Jakob Philipp Hackert. L'opera fu apprezzata dal granduca Pietro Leopoldo e nel 1814 fu proposta al mercato internazionale.
Un dipinto a lui attribuito, Festa al Santuario di Montenero (1774), si trova oggi alla Albright-Knox Art Gallery di Buffalo.

## Altre immagini

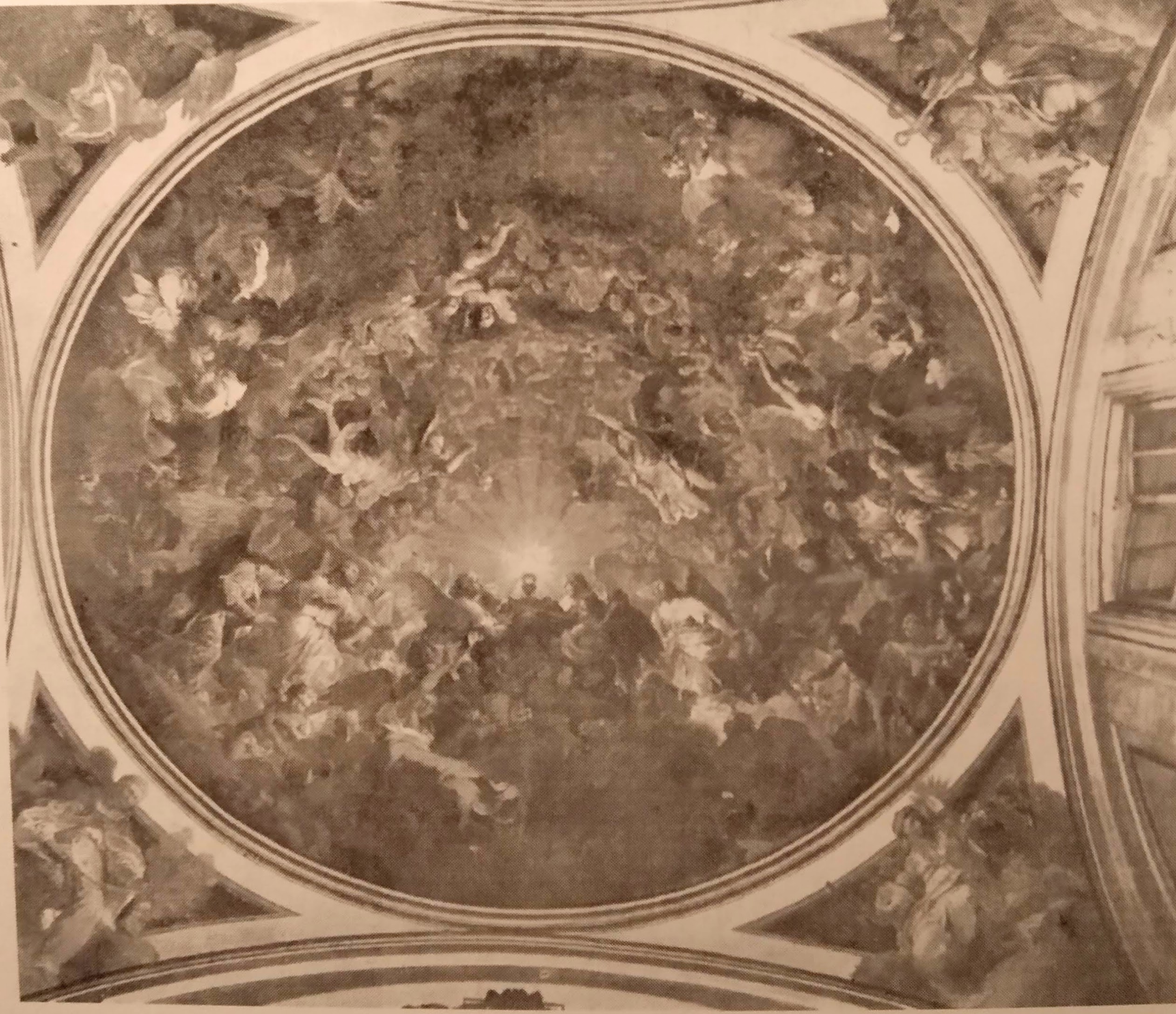
Duomo di Livorno, Trionfo dell'eucaristia, affresco distrutto
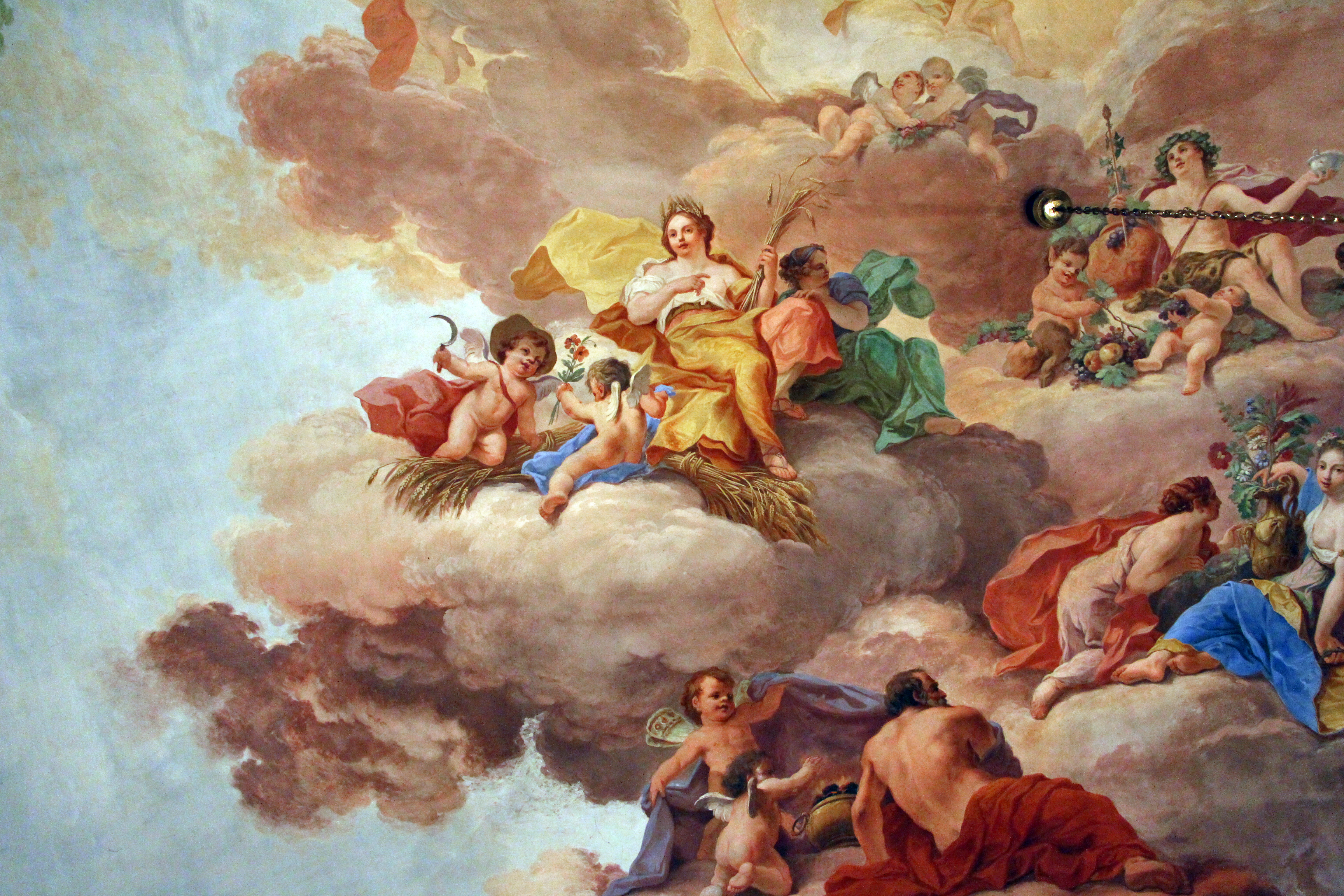
Sala delle quattro stagioni, affreschi di Giuseppe Maria Terreni e Giuseppe del Moro, Villa di Poggio Imperiale, Firenze